# Иващенко, Анна Михайловна
Анна Михайловна Иващенко (укр. Ганна Михайлівна Іващенко; 26 февраля 1926 года, село Верхняя Будаковка, Полтавская губерния — 15 марта 2013 года) — колхозница, Свинарка совхоза «Решающий» Лохвицкого района Полтавской области, Украинская ССР. Герой Социалистического Труда (1971).

## Биография
Родилась 26 февраля 1926 в многодетной крестьянской семье в селе Верхняя Будаковка Полтавской губернии. В 1940 году получила неполное среднее образование в семилетней школе родного села. До начала Великой Отечественной войны работала в местном колхозе. С 1948 года участвовала в восстановлении Харьковского тракторного завода, с 1951 года — весовщик на Камышнянской МТС и с 1957 года — свинарка в совхозе «Решающий» («Вирішальний») Лохвицкого района.
В 1971 году удостоена звания Героя Социалистического Труда «за выдающиеся успехи, достигнутые в развитии сельскохозяйственного производства и выполнение пятилетнего плана продажи государством продуктов земледелия и животноводства».
После выхода на пенсию проживала в посёлке Выришальное Лохвицкого района. Умерла 15 марта 2013 года.

## Награды
- Герой Социалистического Труда — указом Президиума Верховного Совета СССР от 8 апреля 1971 года
- Орден Ленина
- Орден Трудового Красного Знамени (1966)
- Медаль «В ознаменование 100-летия со дня рождения Владимира Ильича Ленина» (1970)